# Pescado 2
Pescado 2 es el segundo álbum de estudio del grupo de rock argentino Pescado Rabioso y el quinto con participación decisiva de Luis Alberto Spinetta, lanzado en 1973 por Microfón. 
Está considerado como el n.º 19  mejor álbum de la historia del rock argentino en la lista de la revista Rolling Stone.
En 2009, Spinetta eligió tres temas del álbum, "Hola dulce viento", de David Lebón, "Poseído del alba" y "Credulidad", para incluirlos en el recital histórico Spinetta y las Bandas Eternas en el que repasó toda su obra.
Pescado 2 es técnicamente el último trabajo de la banda, si se tiene en cuenta que Artaud, si bien fue acreditado a Pescado Rabioso, es en realidad un disco de Luis Alberto Spinetta como solista. Esta segunda placa fue lanzada como disco doble, y fue grabada entre noviembre de 1972 y febrero de 1973 en los Estudios Phonalex de Buenos Aires. 
"Este es un álbum doble. Se compone entonces de 2 discos. Uno se llama Pescado, otro se llama 2 (Dos)." - Del cuadernillo que acompaña al disco.

## El álbum

### Contexto
En noviembre del año 1972 comenzaron las grabaciones en los Estudios Phonalex del álbum doble, Pescado 2, que quedó listo para finales de enero de 1973. La banda había cambiado desde el álbum Desatormentándonos, grabado apenas unos meses antes. Se había ido el Bocón Frascino y había entrado en su lugar David Lebón.
El álbum ha sido considerado por la revista Rolling Stone como el n.º 19 mejor álbum de la historia del rock argentino. El título del álbum corresponde a los dos discos que lo integran: Pescado el primero y 2 (Dos) el segundo. 
Este trabajo aporta una sonoridad nueva al rock latinoamericano, en tanto que las letras de Spinetta adoptan abiertamente el contenido poético-filosófico que se volvería característico de su obra, en este caso influenciado principalmente por Arthur Rimbaud.

A Rimbaud el bocho le iba a Venus. Ahora, ¿qué pasaba con los seres que lo rodeaban?... Él se conectaba solamente con alguna gente. Con la otra, se destrozaba porque se tenía que romper para decirles: "Yo soy esto. Mírenme", simplemente. El tipo en la poesía expresaba todo eso y mandaba todo ese desprecio hacia lo senecto, lo que se pudre sin servir para nada. Un poco el rock es eso. Se trabaja sobre un sentimiento como ése. Simplemente a través de una forma muy personal y muy rock.
Luis Alberto Spinetta, 1972.

Luego de lanzado el álbum, las diferencias musicales entre los integrantes de la banda, llevaría a su disolución. Spinetta permaneció solo con el nombre de Pescado Rabioso y con la participación auxiliar de otros músicos, grabaría unos meses después el álbum Artaud, considerado unánimemente como la óbra máxima del rock argentino.

### Portada
La tapa principal de Pescado 2 es un dibujo en blanco y negro de un "pescado rabioso", con forma de anguila en "S", con la boca y los ojos bien abiertos, de cuya cola salen tres corcheas (una sola y dos unidas). En el ángulo inferior derecho aparecen varios dibujos de árboles colocados en posición horizontal, descriptos en el cuadernillo como "peteribíes argentinos". Fue realizada por Gustavo Spinetta, hermano de Luis Alberto, y el productor Jorge Álvarez, y se convirtió en uno de los íconos de Pescado Rabioso. El mismo dibujo se encuentra en las etiquetas de los discos.
La contratapa interna del álbum es la foto de los integrantes de la banda acostados en un parque en tono amarillo. La foto es obra de Viviana Rossi.
La tapa interna del segundo disco está formada por cuatro pinturas en tonos ocres de Luis Alberto Spinetta, que representan complejas figuras con forma de peces y características de historieta. En una ellas aparece un "pescado rabioso" en el inodoro. En otra pueden verse un tiburón y una sirena entre otras varias figuras siniestras con formas de peces. En una tercera hay una figura con un cartel que dice "pescado fresco", mientras otra de las figuras dice "tengo que dejar el vino". Finalmente, en la última de las pinturas pueden verse varios peces extraños, una inscripción pequeña que dice "aguas claras de olimpos" y un pez con un globo de diálogo que tiene un signo de interrogación.

### El cuadernillo
El álbum venía con un cuadernillo de 52 páginas, escrito a mano y lleno de dibujos y algunas fotos de los músicos cuando eran niños, donde se transcribía las letras y se explicaba cada tema. Una de las páginas estaba en blanco para que cada persona pudiera "participar de este espacio como se te ocurra". El libro explicaba que ambos discos están unidos íntimamemte y que al cambiar un disco por el otro, había que concentrar la vista en un punto imaginario ubicado en el centro del libro:

Cuando estés sacando uno de los discos para poner el otro, proponele a un amigo que esté cerca, que mire al centro del cuadernillo. Este punto imaginado que vea será el punto en el que Pescado Rabioso comenzó a edificar esta selección musical. Finalmente, creo que ese es el punto al que tenemos que llegar, desnudos de liberación, en el espacio. Cualesquiera sean los atributos de ese punto.

Punto: Centro de la energía emanadora de las fuentes esenciales
Cuadernillo de Pescado 2.

Spinetta había pensado el álbum como una continuidad musical. Por eso los temas están numerados del uno al dieciocho, a la vez que el disco 1 terminaba con el tema "Peteribí" y el disco 2 empezaba con "16'' de Peteribí", una reproducción de 16 segundos del último tema que se escuchaba al finalizar el primer disco, para poder recuperar el sonido al momento del cambio. Por eso también el cuadernillo proponía al oyente no desconectarse sensorialmente al dar vuelta el disco, en tiempos que la música se registraba en placas de vinilo. La incorporación del CD musical en la década de 1980, permitió que la obra fuera escuchada como un todo, como había sido imaginada.
El cuadernillo se inicia con un poema en prosa de Rimbaud, "Puentes", incluido en su obra Iluminaciones, uno de los antecedentes directos del surrealismo. A su vez, la segunda parte del cuadernillo, correspondiente al disco 2, se abre con un poema firmado por Pescado Rabioso, que se llama "Estado matinal" y que está dedicado a Rimbaud.

### Los temas
El álbum empieza humorísticamente con una brevísima "instrumentalización gutural" llamada "Panadero ensoñado", para dar paso inmediatamente a dos temas de Spinetta vinculados, "Iniciado del alba" y "Poseído del alba", inspirados en Rimbaud, que toman como eje temático la luz y el amanecer, esenciales en la obra spinetteana. 
La cuarta canción es "Como el viento voy a ver" de Spinetta, único blues del disco, que habla de una historia de amor que no puede cerrarse. Le sigue "Viajero naciendo", otro tema en el que se percibe la influencia de Rimbaud y que está vinculado a Iniciado y Poseído del alba. El sexto tema es "Hola dulce viento (mañana o pasado)", bellísima composición de David Lebón, la primera de sus canciones en ser grabada. 
La séptima canción es "Nena boba", de Spinetta, inspirado en su desagrado por la compañera de David Lebón, que llevó también al alejamiento de ambos músicos. El octavo tema es "Rock de la selva madre (Madre-selva)", de amplios espacios instrumentales, en los que se destaca el órgano de Cutaia. El noveno tema, último del disco Pescado, es "Amame peteribí", de Spinetta-Cutaia-Amaya, un rock rápido fundamentalmente instrumental.
El segundo disco, 2, abre con 16" de Peteribí que es literalmente un fragmento de 16 segundos del último tema del primer disco para no cortar el clima con el cambio de disco, con el compact disc este tema es sobreabundante. El tema 11 es "Señorita Zapada", una improvisación que solía hacer la banda y fue grabada e incluida en el álbum. "Credulidad", es una bella compleja canción de amor y desamor, relacionada con la ruptura de Spinetta con aquella "muchacha".
La canción 13 es "¡Hola, pequeño ser!" de Spinetta-Cutaia-Amaya, un tema contra las drogas. El tema 14 es "Mi espíritu se fue", de Spinetta-Frascino, con un bello solo de guitarra de Lebón. Luego viene "Sombra de la noche negra" un tema de Amaya, con un riff oscuro y una letra en la que quien canta es mujer.
El tema 16 es "La cereza del zar" una bella canción en la que Spinetta juega con la musicalidad de la frase del título. El tema 17 es "Corto", bella canción antibélica. El álbum cierra con "Cristálida (Aguas claras de los olimpos)" una notable suite sinfónica que dura casi 8 minutos, donde interviene un conjunto de cuerdas de músicos de la Orquesta Sinfónica Nacional, dirigidos por Cutaia, en la que se destaca Spinetta proclamando "No tengo más Dios".

## Lista de temas
| Pescado |                            |                           |          |  |
| N.º     | Título                     | Escritor(es)              | Duración |  |
| 1.      | «Panadero ensoñado»        | Anónimo                   | 0:37     |  |
| 2.      | «Iniciado del alba»        | Spinetta                  | 3:12     |  |
| 3.      | «Poseído del alba»         | Spinetta                  | 3:42     |  |
| 4.      | «Como el viento voy a ver» | Spinetta                  | 5:10     |  |
| 5.      | «Viajero naciendo»         | Spinetta                  | 2:53     |  |
| 6.      | «Mañana o pasado»          | Lebón                     | 2:43     |  |
| 7.      | «Nena boba»                | Spinetta                  | 3:06     |  |
| 8.      | «Madre-selva»              | Spinetta                  | 7:42     |  |
| 9.      | «Peteribí»                 | Spinetta - Cutaia - Amaya | 7:34     |  |

| 2   |                            |                                   |          |  |
| N.º | Título                     | Escritor(es)                      | Duración |  |
| 1.  | «16" de Peteribí»          | Anónimo                           | 0:18     |  |
| 2.  | «Señorita»                 | Spinetta - Cutaia - Amaya - Lebón | 1:32     |  |
| 3.  | «Credulidad»               | Spinetta                          | 3:04     |  |
| 4.  | «¡Hola, pequeño ser!»      | Spinetta - Cutaia - Amaya         | 9:37     |  |
| 5.  | «Mi espíritu se fue»       | Spinetta - Frascino               | 4:28     |  |
| 6.  | «Sombra de la noche negra» | Amaya                             | 5:57     |  |
| 7.  | «La cereza del zar»        | Spinetta                          | 1:48     |  |
| 8.  | «Corto»                    | Spinetta                          | 1:42     |  |
| 9.  | «Cristálida»               | Spinetta                          | 8:42     |  |

## Músicos
- Luis Alberto Spinetta: Guitarras, voz, bajo en "Mañana o pasado"
- Carlos Cutaia: Órgano, piano, tacos en "Mi espíritu se fue" y dirección de cuerdas en "Cristálida"
- David Lebón: Bajo, voz, guitarra acústica, solo de guitarra eléctrica en "Mi espíritu se fue"
- Black Amaya: Batería, percusión

## Ficha técnica
- Ingeniero de grabación: Norberto Orliac
- Coordinación de grabación: Oscar López
- Estudio de grabación: Phonalex
- Arte de tapa: Viviana Rossi, Luis A. Spinetta, Gustavo Spinetta, Jorge Visñovezky